# Ptychoglossus plicatus
Ptychoglossus plicatus là một loài thằn lằn trong họ Gymnophthalmidae. Loài này được Taylor mô tả khoa học đầu tiên năm 1949.